# モラン・マゾール
モラン・マゾール（מורן מזור、ラテン翻記：Moran Mazor、1991年5月17日 - ）は、イスラエルの歌手である。スウェーデンのマルメで開催されたユーロビジョン・ソング・コンテスト2013のイスラエル代表。